# Jis Desh Mein Ganga Behti Hai
Jis Desh Mein Ganga Behti Hai (auch Jis Desh Men Ganga Behti Hai) (Hindi:जिस देश में गंगा बहती है, Urdu: جس دیش میں گنگا بہتی ہے, übersetzt: Das Land, in dem der Ganges fließt) ist ein erfolgreicher Bollywoodfilm mit Raj Kapoor als Naivling aus dem Lande mit großem Herzen.

## Handlung
Der Naivling Raju lebt sehr bescheiden auf dem Lande. Als Musiker erfreut er Menschen und befolgt die Lehren des hinduistischen Gottes Shiva. Eines Abends rettet er dem Gauner Sardar das Leben. Als Dank lädt Sardar Raju zu sich nach Hause ein.
Dort lernt er Sardars kokette Tochter Kammo kennen, in die er sich auch bald verliebt. Doch damit verscherzt er sich mit Raka, der zu Sardars Gaunergruppe gehört und Kammo für sich beanspruchen will.
In Sardars Dorf steht die Macht des Geldes über alles. Die Theorie der Dorfbewohner ist, den Reichen das Geld zu stehlen und unter den Armen zu verteilen. Raju selbst hält nichts davon. Er ist der Ansicht, dass dies nur Unheil über das ganze Dorf bringen wird und will sie eines besseren belehren. Nach und nach gewinnt er die Dorfbewohner für sich – allen voran Kammo und Mirabai, die sich um die Zukunft ihres Sohnes sorgt.
Nachdem sich die Dorfbewohner freiwillig der Polizei stellen, lässt der Polizeikommissar Gnade walten und mildert die Strafe, so dass das Dorf der Todesstrafe entgeht.

## Musik
| Songtitel                                         | Sänger/in                           |
| ------------------------------------------------- | ----------------------------------- |
| Mera Naam Raju                                    | Mukesh                              |
| Kya Hua, Yeh Mujhe Kya Hua                        | Lata Mangeshkar, Asha Bhosle        |
| Hothon Pe Sacchai (Jis Desh Mein Ganga Behti Hai) | Mukesh                              |
| Ho Maine Pyar Kiya                                | Lata Mangeshkar                     |
| Hum Bhi Hain, Tum Bhi Ho                          | Lata Mangeshkar, Mukesh, Geeta Dutt |
| Begaane Shaadi Mein Abdullah Diwana               | Lata Mangeshkar, Mukesh             |
| O Basanti, Pawan Pagal                            | Lata Mangeshkar                     |
| Pyaar Kar Le                                      | Mukesh                              |
| Aa Ab Laut Chalen                                 | Mukesh                              |

## Auszeichnungen
Filmfare Award 1962
- Filmfare Award/Bester Hauptdarsteller an Raj Kapoor
- Filmfare Award/Bester Film an Raj Kapoor
- Filmfare Award/Bester Schnitt an G. G. Mayekar
- Filmfare Award/Bestes Szenenbild an M. R. Acharekar

Nominierungen
- Filmfare Award/Beste Regie an Radhu Karmakar
- Filmfare Award/Beste Hauptdarstellerin an Padmini
- Filmfare Award/Bester Nebendarsteller an Pran
- Filmfare Award/Beste Musik an Shankar-Jaikishan
- Filmfare Award/Bester Liedtext an Shailendra für Hothon Pe Sacchai
- Filmfare Award/Bester Playbacksänger an Mukesh für Hothon Pe Sacchai